# Ахмед ал Мактум
Ахмед ал Мактум (Дубаи, 31. децембар 1963), је стрелац из Уједињених Арапских Емирата и шеик. У почетку се бавио сквошом и био је првак Емирата од 1985. до 2000. Од 1998. почиње озбиљније да тренира стрељаштво. Три пута је учествовао на Олимпијским играма, а најбоље резултате постигао је у Атини 2004. Злато је освојио у дисциплини дупли трап и тако освојио прву медаљу за Уједињене Арапске Емирате на олимпијским играма. У трапу је заузео четврто место. Четири године касније у Пекингу био је седми у дуплом трапу.